# Giuseppe Viola
Giuseppe Viola (Milano, 1º gennaio 1933 – Milano, 23 agosto 2010) è stato un pittore italiano.

## Biografia

### Gli anni giovanili
Nato da genitori siciliani, il padre Antonio commerciante in tessuti, la madre Ersilia, casalinga (il nonno paterno Luigi Margutti fu un noto tenore). Da bambino studia pianoforte, passione che non ha mai abbandonato; consegue il diploma di ottico presso l'istituto Feltrinelli.
I primi rudimenti sulla pittura (1948-1950) gli vengono impartiti da un pittore amico di famiglia, Giuseppe Pappalardo, che gli mette a disposizione il proprio studio con esclusione dei materiali che il giovane Viola acquistava con i proventi derivanti da disegni realizzati per alcuni produttori di stoffe conoscenti del padre. Conosce e frequenta Filippo de Pisis.

### Il primo studio
Nel '56, apre il suo primo studio in Via Stadera a Milano, i suoi lavori si concentrano sulle nature morte, e paesaggi milanesi. 
Nel 1958 si reca a Parigi, visita i musei, studia i grandi impressionisti francesi, i post-impressionisti; rimane particolarmente affascinato dalla pittura di Van Gogh. Di ritorno in Italia, con alcune opere realizzate in Francia, partecipa all'inaugurazione della sua prima mostra personale alla Galleria “ Il Prisma” di Milano, nell'occasione conosce Carlo Carrà. Inizia l'alchimia, mix di sabbie, colore, colle, lo portano a creare volti dal sapore vissuto, i paesaggi marini prendono vita con la sabbia.
Fu ispirato da post impressionisti e avanguardie storiche quanto da Utrillo.

### Incontri
Il 25 marzo del 1961 sposa a Milano Gabriella Emanuela Gandola, tra i più grandi amori e musa ispiratrice che il 30 giugno dello stesso anno darà alla luce il figlio Fabio.
Nel '62 apre il suo secondo studio in Via Neera a Milano, studia tutta l'opera di Picasso, conosce Giacomo Manzù. Nel 63 la seconda personale alla Galleria Schettini; Il 6 dicembre 1964 nasce la figlia Paola.

La sua innata spontaneità lo porta a dipingere “en plein air” creando opere dall'impatto materico che daranno a Viola l'unicum per quelle tematiche. Nel '68 conosce Dino Buzzati il quale dedicò un racconto a Viola intitolato “il pittore Viola dipinse un giorno un cavallino”. Esce la sua prima monografia presentata da Dino Buzzati e Mario Portalupi.

### La nuova corrente
Divenne caposcuola dell'Imagismo pittorico, corrente nata dalla trasposizione della poetica imagista di Ezra Pound (1885-1972) che rimase confinata per un cinquantennio nel mondo letterario, finché nel 1969, grazie all'incontro e all'amicizia tra Giuseppe Viola e Dino Buzzati diede vita al Manifesto “Imagismo Pittorico” – simboleggiato dall'opera “La lotta dell'uomo”. Iniziano le opere “collage”; Viola utilizzerà per realizzare i suoi dipinti dalle forme geometriche radica, vetro, pelle, plastica.

### Il Manifesto Imagista
Come nei principi del linguaggio poetico di Ezra Pound, l¹IMAGISMO PITTORICO vuole rompere con ogni schema e ogni forma di linearità di espressione.
1. Il pittore IMAGISTA non ha un'unica linea espressiva.
2. Il pittore IMAGISTA non è ingabbiato in uno stile.
3. Il pittore IMAGISTA usa svariate tecniche, è un ricercatore e sperimentatore di colori e materiali.
4. Il pittore IMAGISTA ha libertà di espressione totale, anche a discapito del mercato e della critica.
5. ll pittore IMAGISTA ha libertà di rivisitazione delle correnti pittoriche del passato, anche mischiate tra loro; non copiandole o riproducendole, ma interpretate e sintetizzate, mantenendone uno spirito personale e immediatezza di lettura.
6. Il pittore IMAGISTA vuole avere il coraggio dell¹arte Barocca e la musicalità del Simbolismo; la semplificazione del Cubismo, la rapidità di esecuzione dell¹Impressionismo e la carica umana dell¹Espressionismo.
7. Il pittore IMAGISTA tocca ogni tematica sociale o ambientale.
8. Il pittore IMAGISTA è attento ed aperto ad ogni rappresentazione sociale, culturale, tecnologica.
9. Il pittore IMAGISTA non vuole rappresentare soltanto il bello perché esiste anche il brutto.
10. Il pittore IMAGISTA rifiuta l¹accademismo sterile di rappresentazioni che mirano alla superficiale rappresentazione del piacevole e del lezioso.
11. Il pittore IMAGISTA ama la forza del colore, ama la impetuosità della natura e la sfida per la vita di ogni uomo.

Nel ‘71 La Chiesa Sant'Antonio da Padova  in Piazza Tre Martiri a Rimini commissiona ad Achille Funi e a Giuseppe Viola dei dipinti per l'interno della Chiesa. Per l'occasione Giuseppe Viola realizza due grandi pannelli di mt. 4,00x2,00 raffiguranti i due miracoli di San Francesco da Paola; il primo rappresenta il Santo che utilizzando solo il suo mantello attraversa lo stretto di Messina mentre il secondo mostra come a palazzo Re Ferdinando spezzando una moneta d'oro ne fa scaturire del sangue. Il soggiorno a Rimini, il suo porto, i pescherecci, la gente, lo spingono interiormente a dare forma ai suoi “pescatori con le reti”. Viaggiando a New York, presenzia alla sua personale alla “King Gallery”. Nel '71 muore il padre Antonio. Riceve alla Biennale d'Arte Contemporanea della città di Rimini, la laurea “Honoris Cause”. 
28 gennaio 1972 morte dell'amico Dino Buzzati.

### Il sociale
Viola era instancabilmente innamorato della vita, dei suoi simili, delle loro storie personali, come delle grandi vicende umane. E instancabilmente raccontava tutto nelle sue opere. Nel 1973 il Comune di Milano gli commissiona una collezione sulla seconda grande guerra; nel 1975 porta a compimento la collezione “Museo della Resistenza” ovvero 12 opere di grandi dimensioni che saranno poi inaugurate presso il palazzo civico di Via Boifava a Milano e rimarranno fino al 1986. Nel 1976 realizza l'opera “L'Amore della Vita” che viene donata ed esposta al Museo d'Arte Moderna della Città del Vaticano; 1977 mostra personale alla galleria Santo Stefano di Milano dal tema “Riccione vista da Viola” , gemellaggio tra il Comune di Milano e quello di Riccione; mostra personale al Palazzo del Turismo di Riccione. Nel 1978 presentazione della monografia “Giuseppe Viola” alla galleria Renzo Cortina di Milano. Amante della “gente” il suo studio nel cuore di porta Ticinese a Milano lo porta ad incontrare i “venditori di castagne” che ritrarrà spesso, così come gli amici del bar “giocatori di carte”, queste tematiche saranno per Viola opere dalla continua evoluzione, sia per dimensioni che per cromatismi e per le differenti tecniche di esecuzione. 

### Le sculture
Dal 1980 parallelamente alla pittura si dedica alla scultura ispirato da Fazzini, realizzando diverse fusioni in bronzo e argento; note “Il Risveglio del gallo”, esposto per la prima volta alla galleria “Nuovo Sagittario” di Milano, “il rodeo” e la “Crocifissione”, fusione in argento successivamente donata a Papa Benedetto XVI nel maggio 2006.

### La Sicilia
Numerosi i suoi viaggi in Sicilia per rincontrare la sua mediterraneità; dipinge “La raccolta di limoni”, “Nell'agrumeto”, non basterà il ritorno e la vita a Milano per fargli dimenticare le sue origini. 

### La Spagna
Dal 1990- 1994 significativo viaggio in Spagna dove porta a termine una serie di chine e gouache realizzate dal vero sul tema della corrida, opere preliminari a lavori di grande formato olio su tela realizzati poi sullo stesso soggetto, adoperando anche stoffe oltre al colore. Studia così l'esultanza della gioia che vince il dramma e la suspense delle donne che sperano nella buona fortuna di chi, torero per destino, ne potrà pagare lo scotto anche a prezzo del sangue. Realizza la scultura in bronzo “Don Chisciotte”.
16 luglio 1998 viene a mancare la moglie Gabriella, inseparabile compagna, quindi trascorre due anni in evidente stato depressivo; solo l'arte e la grande dedizione per il suo lavoro riescono a ricondurlo ad un'esistenza sociale e stimolante. Spesso si rifugia nella sua abitazione-studio in montagna dove dipingendo la natura si riconcilia con essa. Rinasce così la sua vena artistica che lo porta a progettare e realizzare opere di grande spessore legate alla fede ed alla religiosità. Grazie alla continua ricerca di nuovi stimoli riprende la lavorazione della ceramica iniziata negli anni '70, realizzando vasi e composizioni dai tratti tipicamente “ Imagisti”. 
Nel 2006 importante incontro nel Castello di Brunnenburg di Mary De Rachewiltz Pound (figlia del poeta Ezra Pound) la quale in una sua lettera a Giuseppe Viola recita: “Giuseppe Viola è uomo assorto che ab imo trae il nutrimento per la sua opera. Arte è quello che l'artista crea e nessun giudizio critico può alterarne il benché minimo tratto. Parlando del rapporto che si può stabilire fra l'IMAGISMO di Viola e quello di Pound, conviene iniziare dalla fine, dalla fase contemplativa, quando non servono ormai né parole né colori …”.

Nel 2006 il Comune di Napoli patrocina un'antologica nelle Sale delle Prigioni di Castel dell'Ovo. 2007 partecipa con tre opere alla "Stemperando", mostra biennale collettiva di opere su carta a cura di Giovanna Barbero. La salute inizia a procurargli qualche fastidio, ciò nonostante continua a dipingere per ore in piedi. I colori nei suoi quadri diventano sempre più forti come a voler sconfiggere il dolore. Nel 2009 ha un arresto cardiaco dal quale si riprenderà, ma rimane profondamente colpito ed ora i suoi dipinti sono mistici e quasi sempre dalle molteplici tonalità del blu.

### La malattia e la morte
Come il padre Antonio soffriva di diabete, malattia cominciata in sordina per poi giungere alla dialisi finale che si rifiutò di sostenere poiché pensava che non avrebbe più potuto dipingere, per lui vitale necessità. Il giorno prima di morire ha detto “domani non faccio la dialisi neanche morto” e così è stato, muore la notte del 23 agosto 2010. Rimane incompiuta l'opera per una nuova città imagista.

## Musei e Collezioni private
Museo d'Arte Moderna della Città del Vaticano; Gallerie d'Italia - Milano; Museo Diocesano - Mantova; Collezione San Patrignano - Coriano Rimini; Museum of Contemporary Art – Kiasma, Helsinki; Pinacoteca dell'Accademia di Zalantea di Acireale (CT); Museo d'arte italiana di Durazzo – Durazzo (Albania). Collezioni Private: Italia, Francia, Germania, Svizzera, Spagna, Inghilterra, USA, Russia, Giappone e Cina.

## Collaborazioni
Tra il 1960 ed il 1965 illustra alcuni volumi tra i quali “Teatro Italiano; nel 1981 realizza dei disegni “Satiricon” per “La Repubblica”; nel 1986 illustra il libro CUORE edito dal Centro Lombardo Arte Milano, insieme ad altri artisti quali: Orfeo Tamburi, Michele Cascella, Saverio Terruso, Riccardo Benvenuti, Giovan Battista De Andreis, Franco Ferlenga, Giovan Francesco Gonzaga, Remo Brindisi, Ernesto Treccani, presentato da Raffaele De Grada. Illustra nel 1989 la copertina della” VI edizione della Rassegna della Poesia Contemporanea”, ed. ArteCultura – 1999 illustra le copertine del CD musicale “Quiet and loud” ed. mus. Videoradio, ed il CD musicale “Quartetto Hans Brehme - Fisarmoniche” ed. Musicisti Associati.

## Riconoscimenti
21 giugno 1969 laurea Honoris Causae conferita dall'Accademia Tiberina Istituto di Cultura Universitaria e di Studi Superiori di Roma; 3 luglio 1971 diploma d'onore Medaglia d'Oro Prima Biennale d'Arte Contemporanea Città di Rimini. Nel 1972 riceve il “Premio Martini” per l'opera “La fame nel mondo”. Nel 1977, riceve l'Ambrogino d'oro dal Comune di Milano; nel 1981 Renato Rascel consegna il premio Internazionale “The first” miglior artista dell'anno; 1987 Premio Magister (Vaduz – Liechtenstein).